# Abbaye de Bohéries
L'abbaye de Bohéries (lat. Boheriae) est une ancienne abbaye cistercienne située sur le territoire de la commune de Vadencourt, dans le département de l'Aisne, en France. Elle était fille de l'abbaye de Foigny.

## Historique
Fille de Clairvaux, l'abbaye de Bohéries a été fondée en 1143 par des moines venus de l'abbaye de Foigny en Thiérache.
L'ancienne abbaye cistercienne a été fondée au XIIIe siècle par Barthélemy de Jur, évêque de Laon. Elle est reconstruite au XVIIIe siècle, non sans quelques ressemblances avec l'abbaye du Mont-Saint-Martin à Gouy, en brique et pierre, la pierre étant utilisée pour les encadrements des baies, les pilastres et les cordons séparant les niveaux. Le logis abbatial présentait un avant-corps central d'une travée, limité par des pilastres corinthiens, et surmonté d'un fronton triangulaire ; le corps de bâtiment se continuait de chaque côté par trois travées sur chaque niveau. Les pavillons extrêmes, à trois travées plus resserrées, étaient coiffés d'une toiture mansardée. L'ensemble de la façade était très classique et d'allure majestueuse. Le bâtiment servait avant sa destruction de filature.
Le monument est classé au titre des monuments historiques en 1995.

## Architecture et description
Située dans la vallée de l'Oise, proche de la forteresse de frontière que fut longtemps Guise, l'abbaye, comme toute la région, a beaucoup souffert des guerres européennes et fut ruinée et relevée à plusieurs reprises. Protégée par l'enclos abbatial en grande partie intact, l'hydraulique cistercienne (canaux de drainage, biefs, étang) est, en dehors du site archéologique, ce qui subsiste de plus ancien de l'abbaye primitive. Elle a durablement façonné un paysage émouvant et, à bien des égards, exemplaire. C'est un lieu de paix, et une réserve naturelle et environnementale de fait.
Classée Monument historique, la ferme abbatiale (ou « communs » de l'abbaye) date du milieu du XVIIIe siècle. C'est le seul bâtiment significatif subsistant de l'abbaye reconstruite entre 1650 et 1740. Il s'ordonne en deux ailes symétriques autour d'un des plus beaux pigeonniers de Picardie. La ferme abbatiale est actuellement en restauration avec l'aide de l'État et du département de l'Aisne. Bohéries est ouvert au public de mai à fin octobre (les groupes, et notamment les scolaires, peuvent être reçus hors horaires affichés) et des manifestations culturelles y sont organisées.

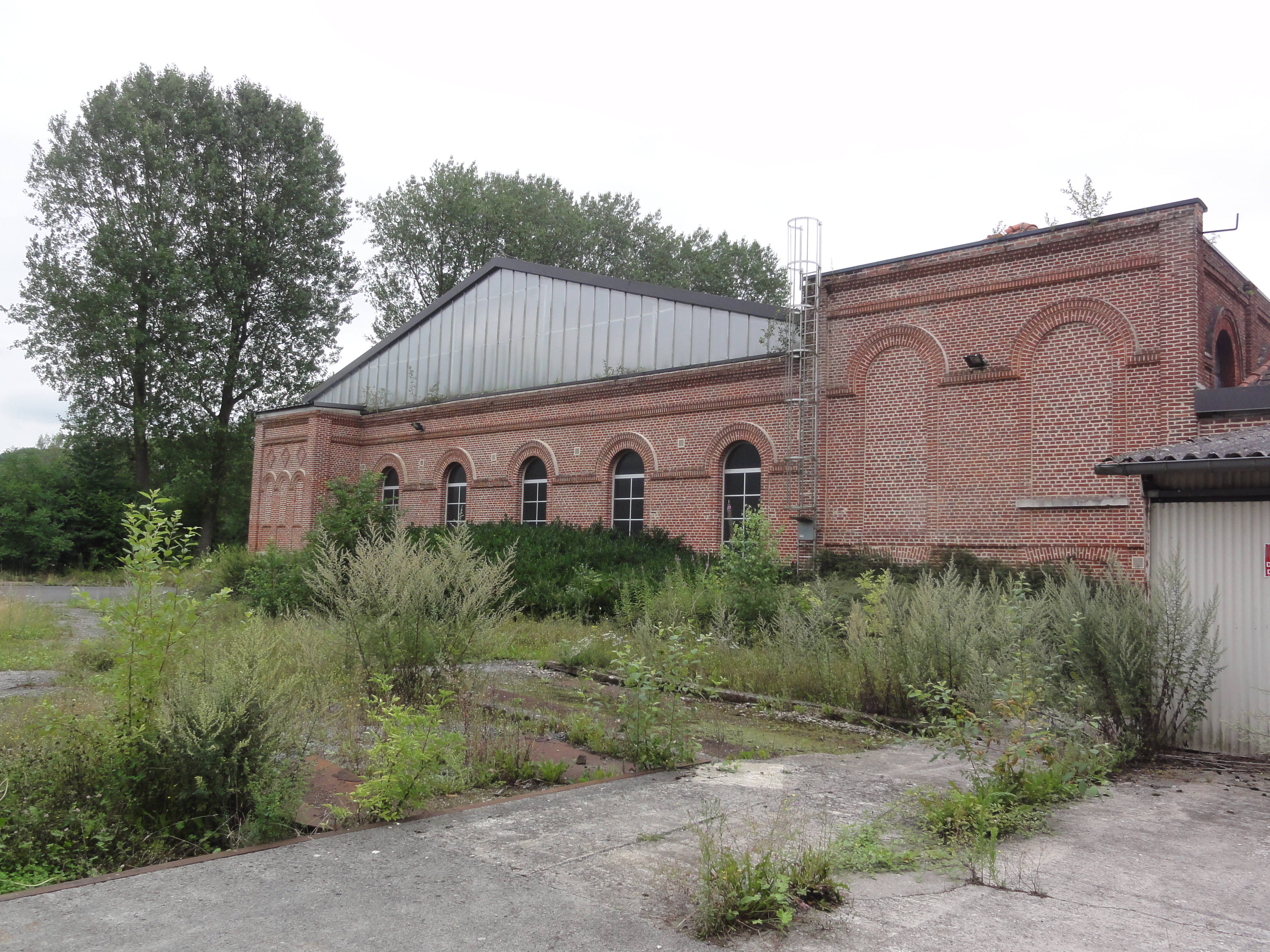
Abbaye de Bohéries, salle, extérieur.
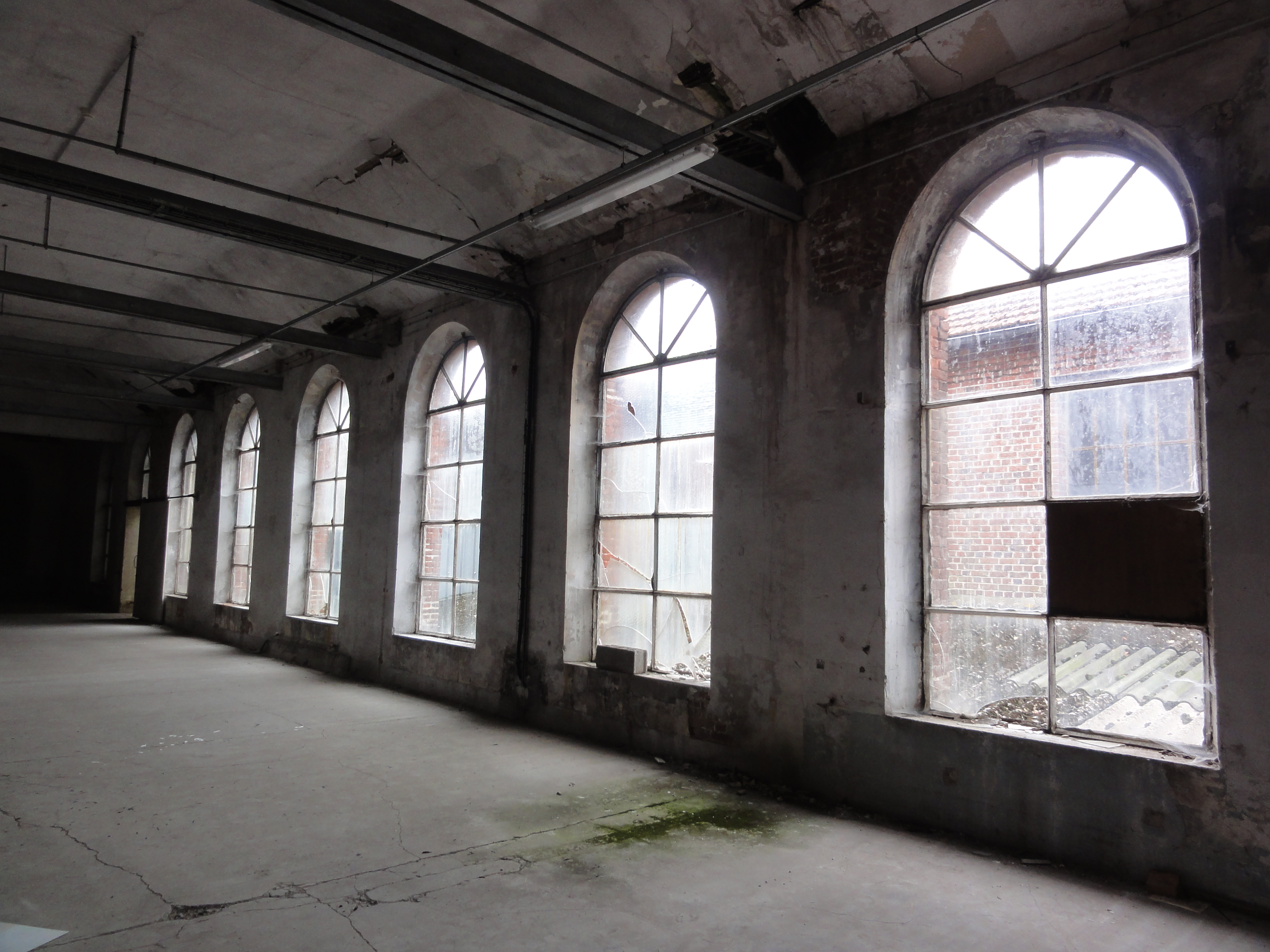
Abbaye de Bohéries, salle, intérieur.
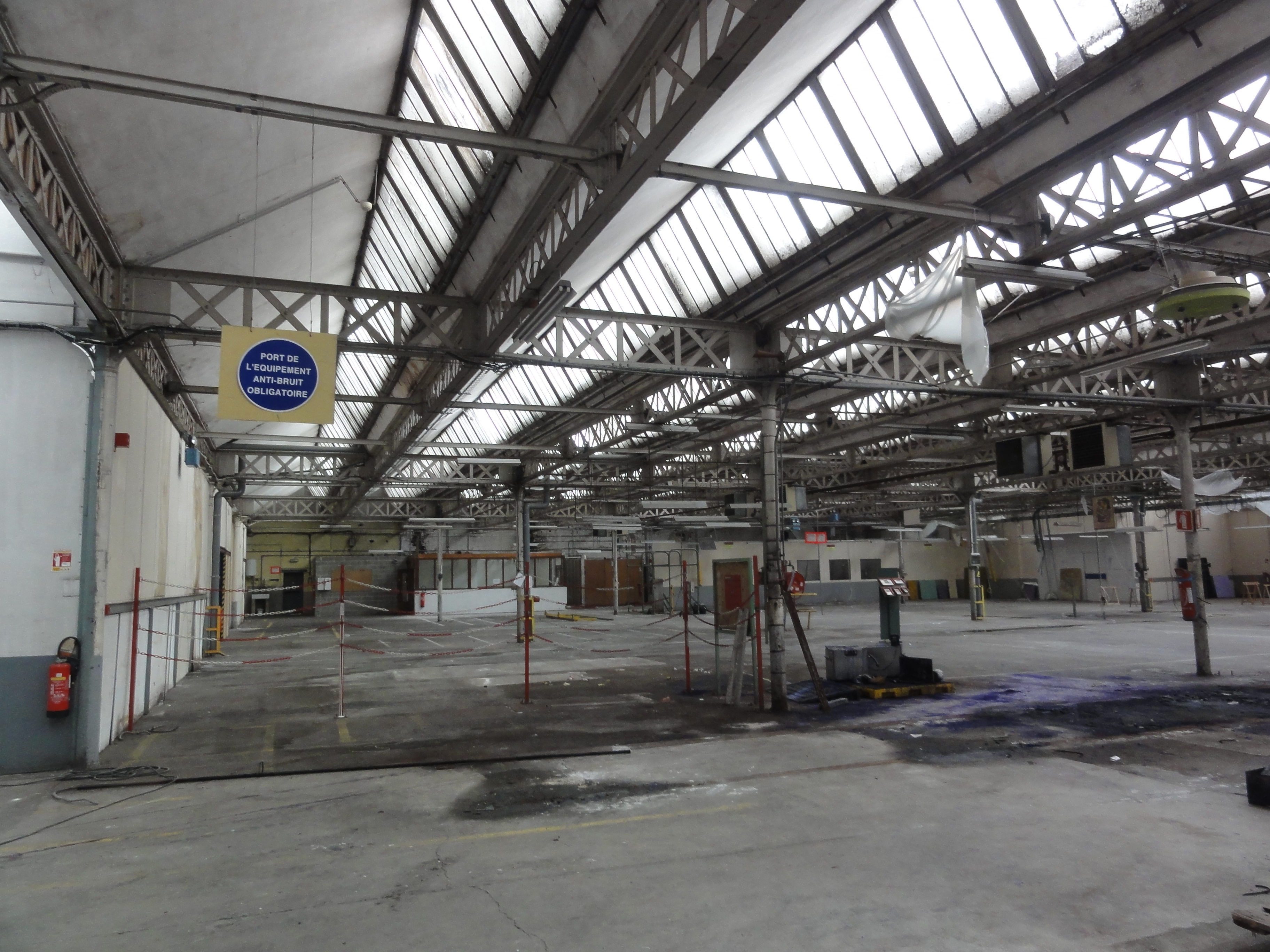
Cloître intérieur, couvert, devenu usine de tissage.
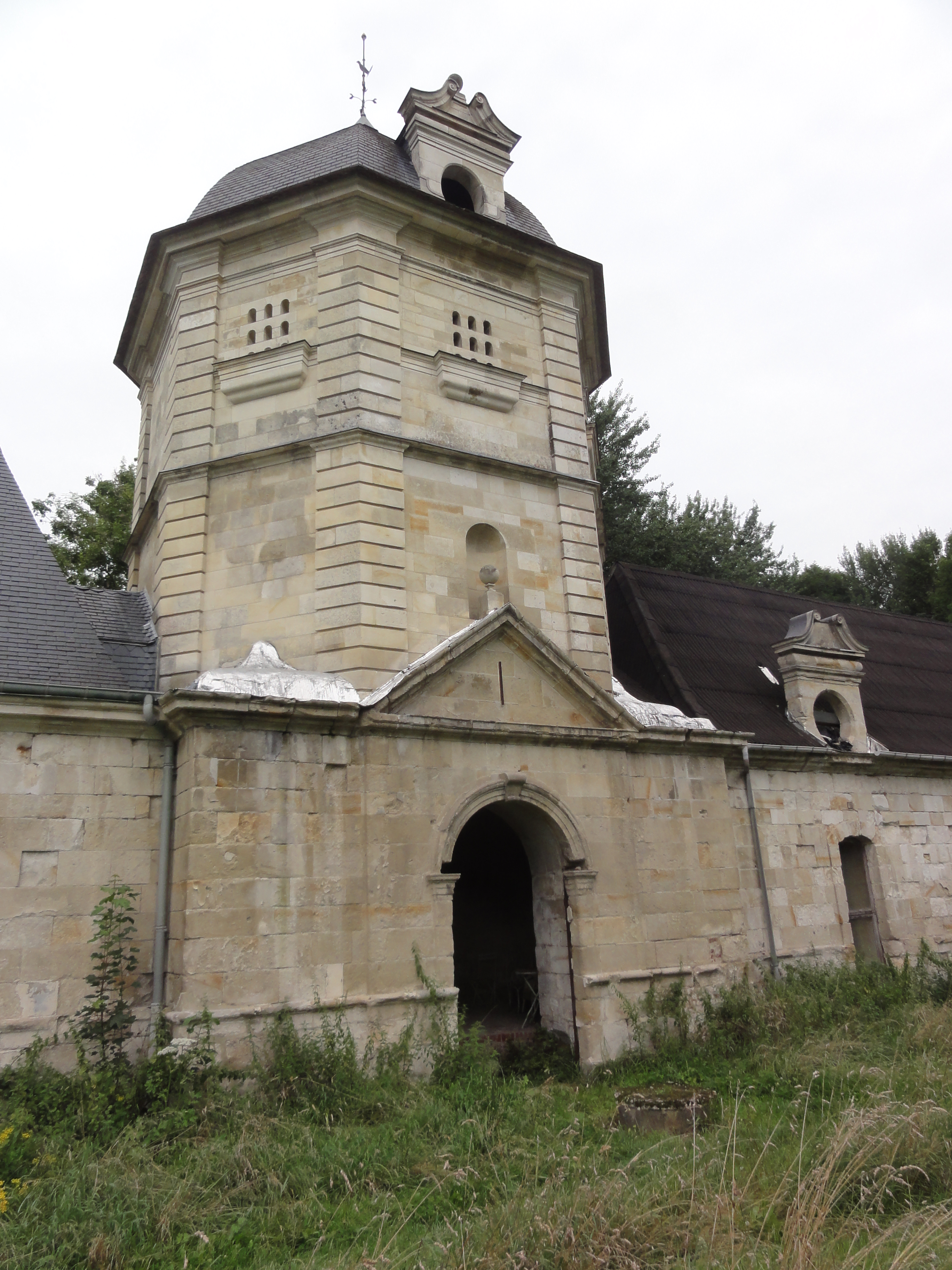
La tour-pigeonnier, classé.
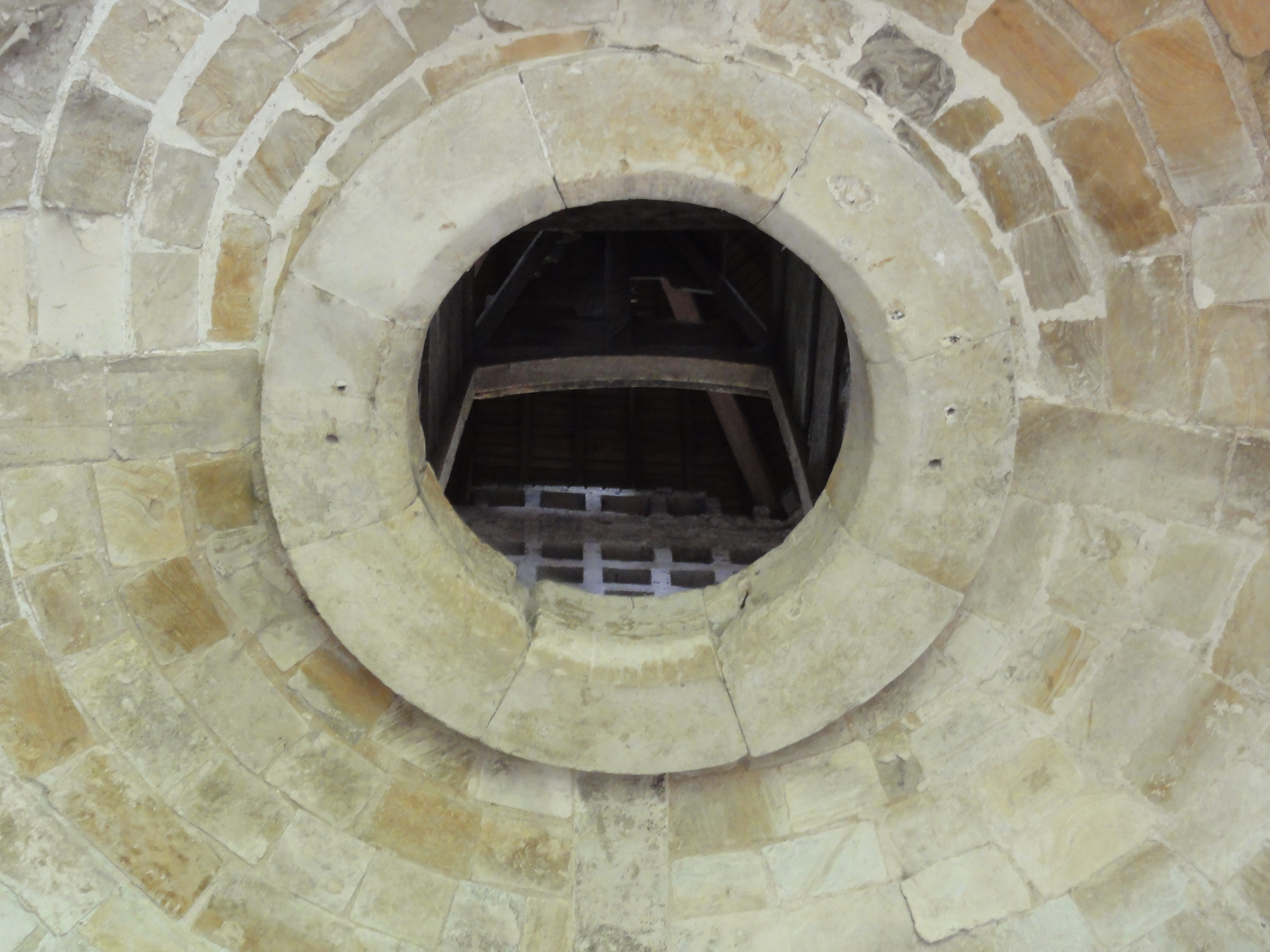
Vue du parterre dans la coupole de la tour pigeonnier.
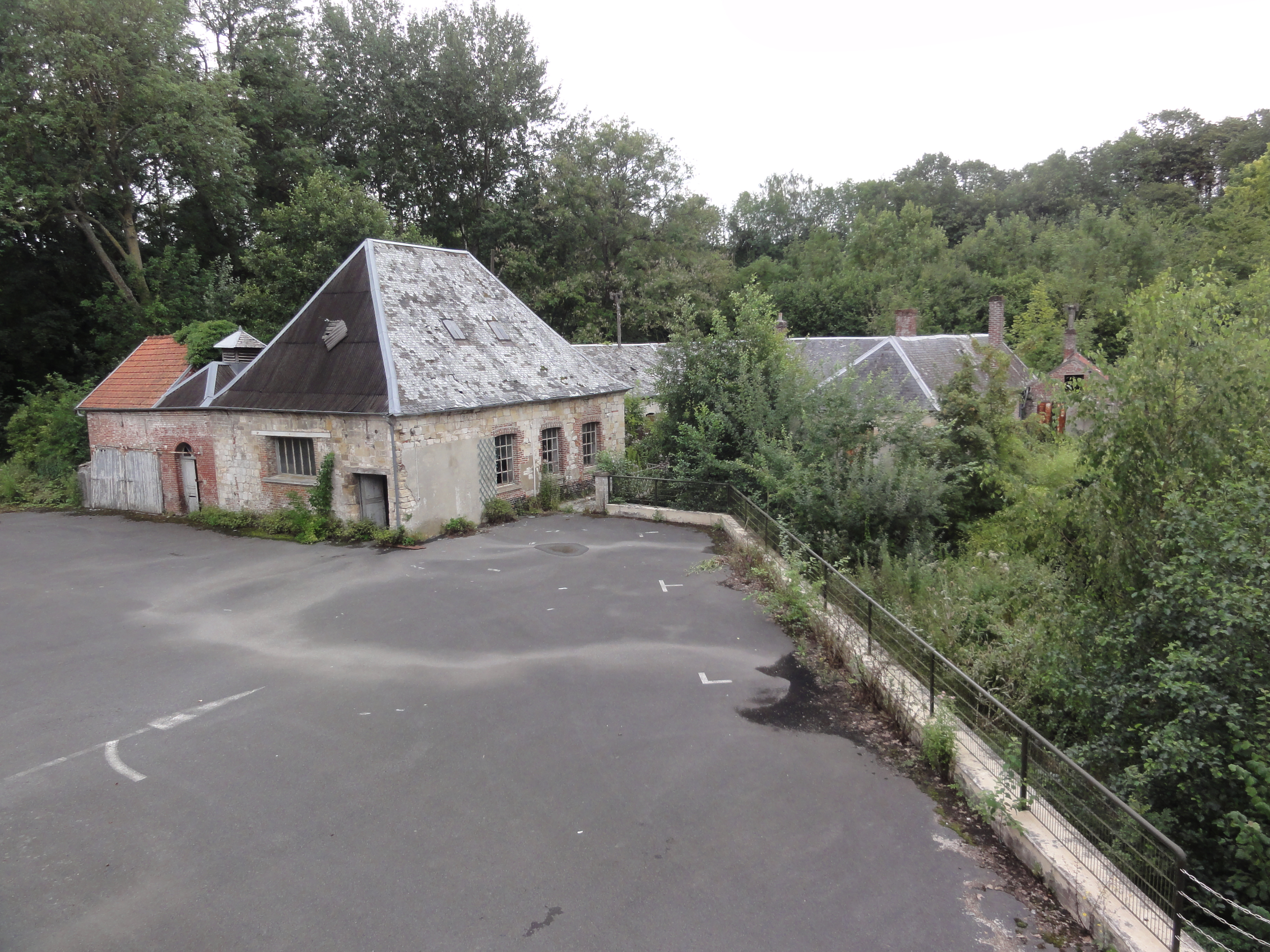
Maison du prieur.
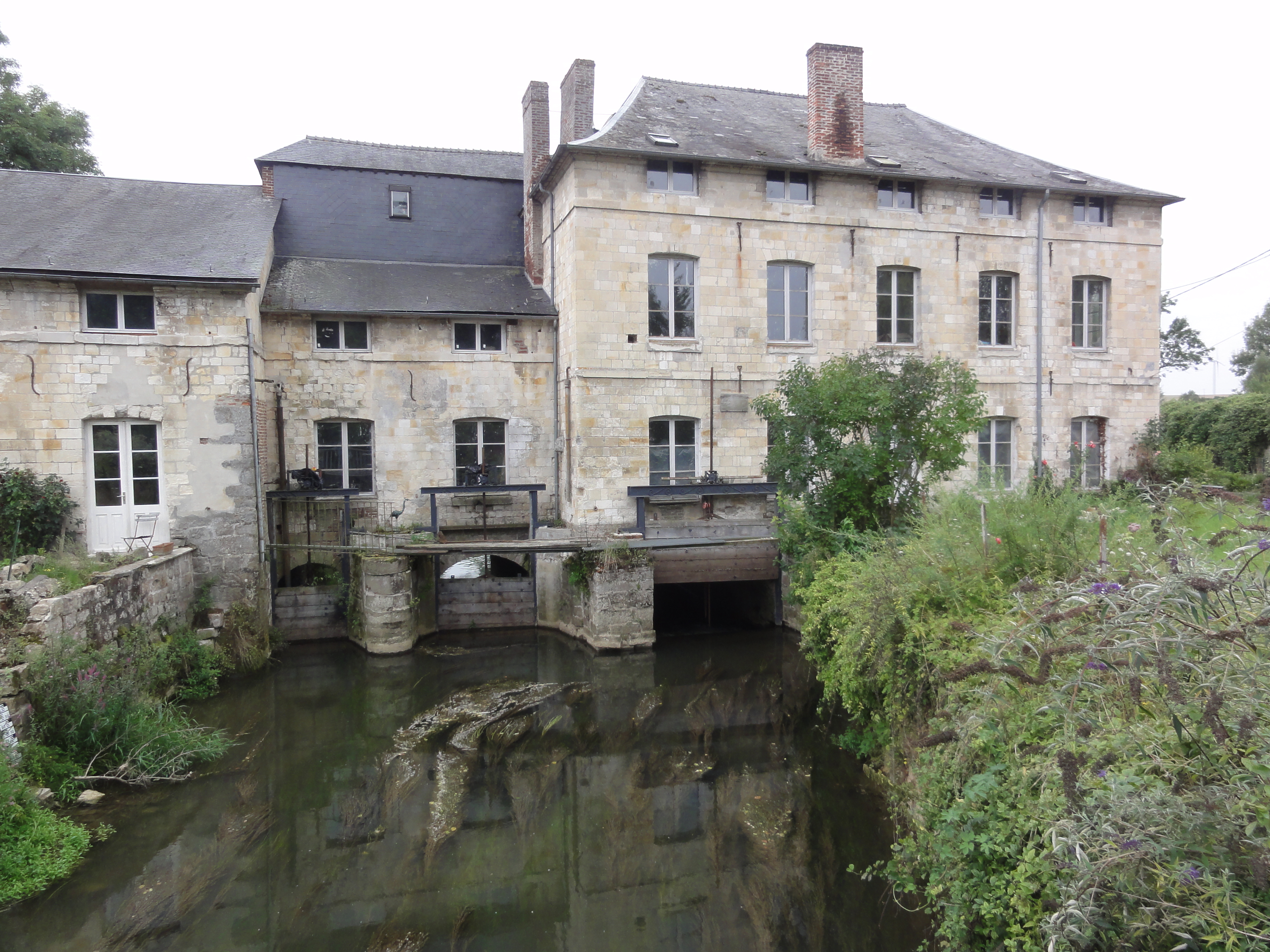
Moulin de l'abbaye sur l’Oise.

## Filiations et dépendances
Bohéries est fille de l'abbaye de Foigny.

## Liste des abbés